# Eilema natalica
Eilema natalica là một loài bướm đêm thuộc phân họ Arctiinae, họ Erebidae.